# Europabrücke (Zürich)
Die Europabrücke in Zürich ist ein rund 1,1 Kilometer langes Viadukt, das in den Jahren 1961 und 1962 gebaut wurde. Es verfügt auf seiner gesamten Länge über zwei getrennte Richtungsfahrbahnen mit je zwei Fahrspuren, einen befestigten Mittelstreifen ausserhalb der Mündungen der Rampen und beidseitige Trottoirs.

## Verlauf

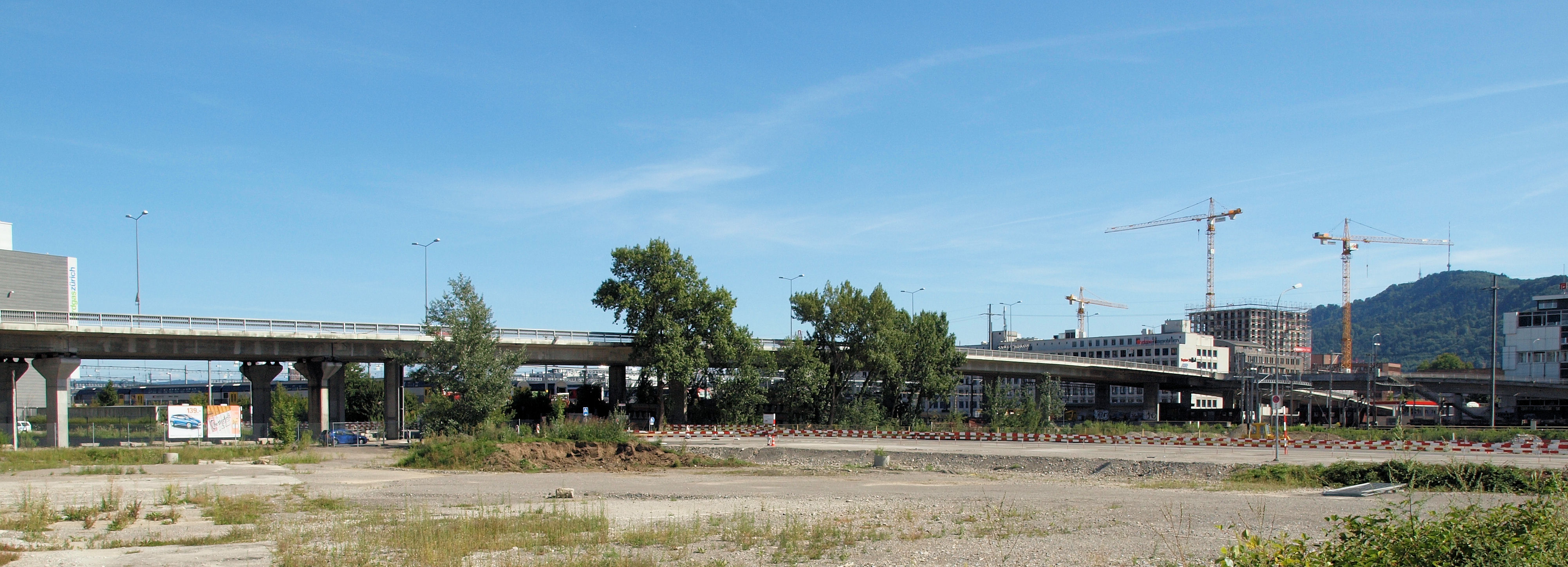
Europabrücke im Juli 2009

Die Brücke verbindet das Quartier Höngg mit dem Quartier Altstetten. Sie überquert die Limmat, die Autobahn A1H, die Bahnstrecke Zürich-Baden und die Hohlstrasse. Das nördliche Ende der Brücke befindet sich bei der Kreuzung Winzerstrasse / Am Wasser, das südliche Ende befindet sich an der Kreuzung mit der Baslerstrasse, wo die Luggwegstrasse die Fortsetzung der Brücke ist.
Die Europabrücke dient auch als Autobahnzubringer für den Verkehr in Richtung Bern und Basel, der über die Bernerstrasse in Richtung Autobahnanschluss Altstetten geleitet wird.

## Rampen

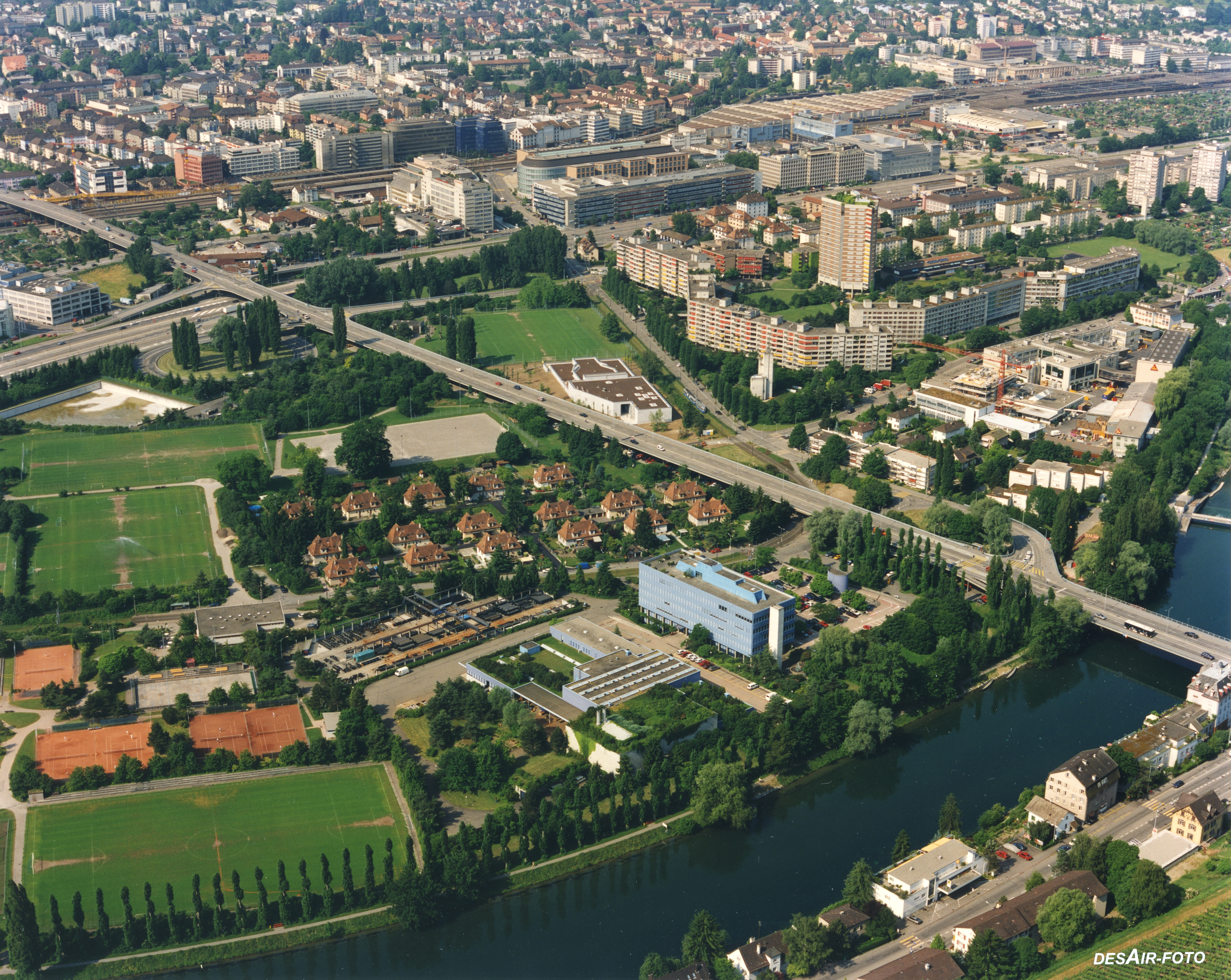
Brücke 1996, im Hintergrund die Überbauung Grünau in Altstetten

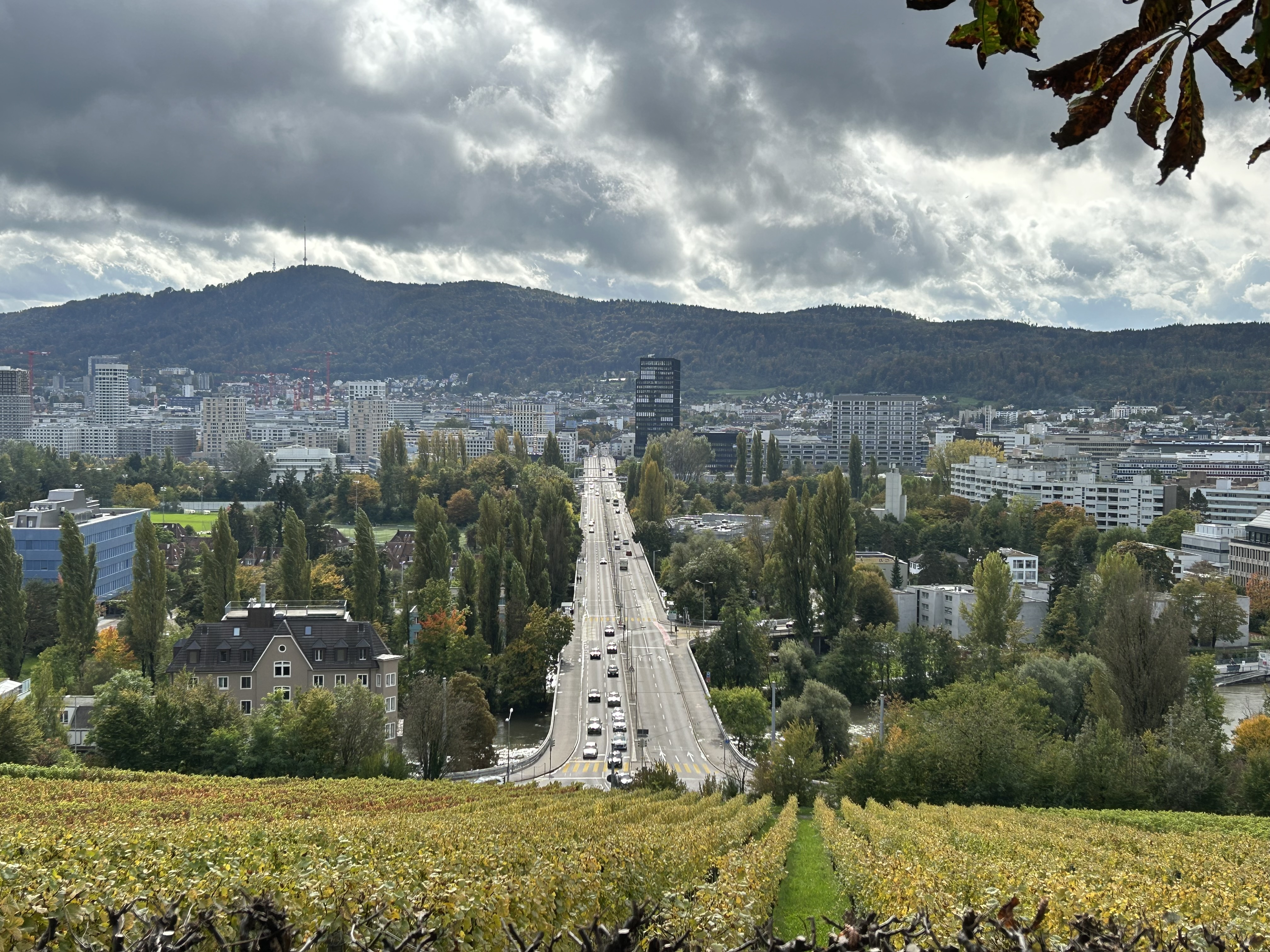
Europabrücke in Zürich

Die Europabrücke besitzt sechs Rampen an vier Stellen. Die nördlichste, einseitige Rampe nach Westen bildet den nördlichen Abschluss der Meierwiesenstrasse und dient der Erschliessung der Grünau-Siedlungen. Die Einmündung der Rampe ist durch eine Lichtsignalanlage gesichert; jeweils in Fahrtrichtung nach der Ampel befinden sich auf der Brücke die Bushaltestellen Tüffenwies. Von den Bushaltestellen führt beidseits je eine Fussgängerrampe nach Süden, zur unter der Brücke liegenden Tramhaltestelle Tüffenwies, eine dritte Fussgängerrampe an der Ostseite führt zudem nach Norden an den Limmatuferweg.
Die beiden Rampenpaare, die beidseitig der Bernerstrasse Nord und Süd indirekt hochgeführt werden, ermöglichen nur die Ein- und Ausfahrt auf die Brücke in jeweils eine Richtung. Die Zufahrt von der Bernerstrasse Nord (aus Richtung Stadtzentrum) Richtung Höngg erfolgt über die Hönggerrampe – der einzigen spezifisch benannten Rampe der Europabrücke. Die Westrampe führt von der Kreuzung Bändlistrasse / Meierwiesenstrasse aus auf die Brücke. Von der Bernerstrasse Süd (aus Richtung Schlieren) aus erfolgt die Zufahrt über eine Schleife, die zuerst unter der Brücke hindurch in die Aargauerstrasse und dann über die Max-Högger-Strasse auf die Rampe unmittelbar neben der Bernerstrasse Süd führt. Die gegenüberliegende östliche Rampe führt über die Würzgrabenstrasse in die Aargauerstrasse. Lediglich die Einmündung der Westrampe von der Bernerstrasse Süd her wird mit einer Ampelanlage geregelt, die übrigen Rampen haben bei der Einmündung auf die Brücke ein Stoppsignal.
Ende der 1990er Jahre wurde nachträglich eine weitere einseitige Rampe erstellt, die den VBZ-Bussen ermöglicht, direkt zum Bahnhof Altstetten zu fahren. Diese Rampe mündet unmittelbar östlich des Bahnhofgebäudes in die Saumackerstrasse. Sie ist nur für den öffentlichen Verkehr und für Fahrräder freigegeben. Der Verkehr an der neu entstandenen Einmündung auf der Brücke wird ebenfalls durch eine Ampelanlage geregelt. Zusammen mit der Rampe wurde auch ein Treppenaufgang zur Brücke erstellt.